# 2015-ös ifjúsági és U23-as gyorsasági kajak-kenu világbajnokság
A 2015-ös ifjúsági és U23 gyorsasági kajak-kenu világbajnokságot Montemor-o-Velhóban, Portugáliában rendezték július 23. és 26. között. Összesen 32, köztük 16-16 ifjúsági és U23 versenyszámban avattak világbajnokot.

## A magyar csapat
| Férfiak             | Férfiak                                                     | Férfiak   |
| ------------------- | ----------------------------------------------------------- | --------- |
| K-1 ifjúsági 200 m  | Kuli István                                                 | Aranyérem |
| K-2 ifjúsági 200 m  | Mozgi Milán Kuli István                                     | 6.        |
| K-1 ifjúsági 1000 m | Kopasz Bálint                                               | Aranyérem |
| K-2 ifjúsági 1000 m | Béke Kornél Mayer Keán                                      | Aranyérem |
| K-4 ifjúsági 1000 m | Kopasz Bálint Piller Kristóf Györgyjakab Máté Mozgi Milán   | Bronzérem |
| C-1 ifjúsági 200 m  | Czakó Péter                                                 | 19-27.    |
| C-1 ifjúsági 1000 m | Moldován Milán                                              | 5.        |
| C-2 ifjúsági 1000 m | Moldován Milán Koleszár Zoltán                              | 7.        |
| C-4 ifjúsági 500 m  | Koleszár Zoltán Krasznai Péter Némedi Konrád Moldován Milán | 6.        |
| K-1 U23 200 m       | Birkás Balázs                                               | Bronzérem |
| K-2 U23 200 m       | Horváth Bence Szomolányi Máté                               | Aranyérem |
| K-1 U23 1000 m      | Bogár Gábor                                                 | Bronzérem |
| K-2 U23 1000 m      | Noé Zsombor Vass Péter                                      | Bronzérem |
| K-4 U23 1000 m      | Noé Bálint Bogár Gábor Koleszár Mátyás Ilyés Róbert         | Ezüstérem |
| C-1 U23 200 m       | Hajdu Jonatán                                               | 10.       |
| C-1 U23 1000 m      | Szabó Kristóf                                               | 12.       |
| C-2 U23 1000 m      | Viola Viktor Fekete Ádám                                    | 4.        |
| C-4 U23 500 m       | Viola Viktor Petkó András Forgó Christopher Fekete Ádám     | 10-13.    |

| Nők              | Nők                                                    | Nők       |
| ---------------- | ------------------------------------------------------ | --------- |
| K-1 Junior 200 m | Homonnai Luca                                          | Aranyérem |
| K-1 Junior 500 m | Homonnai Luca                                          | Aranyérem |
| K-2 Junior 500 m | Racskó Fruzsina Sólyom Dóra                            | Aranyérem |
| K-4 Junior 500 m | Racskó Fruzsina Gazsó Alida Jenei Virág Sólyom Dóra    | 6.        |
| C-1 Junior 200 m | Nagy Bianka                                            | 5.        |
| C-1 Junior 500 m | Nagy Bianka                                            | 6.        |
| C-2 Junior 200 m | Bónyai Regina Molnár Rebeka                            | 5.        |
| K-1 U23 200 m    | Lucz Dóra                                              | 5.        |
| K-1 U23 500 m    | Bodonyi Dóra                                           | Aranyérem |
| K-2 U23 500 m    | Hagymási Anita Hagymási Réka                           | Ezüstérem |
| K-4 U23 500 m    | Horváth Alexandra Bodonyi Dóra Simán Fanni Szabó Ágnes | Bronzérem |
| C-1 U23 200 m    | Takács Kincső                                          | Aranyérem |
| C-1 U23 500 m    | Takács Kincső                                          | Aranyérem |
| C-2 U23 200 m    | Lakatos Zsanett Takács Kincső                          | Ezüstérem |